# Can Baulenes
Can Baulenes és una casa de Tona (Osona) amb un portal que és una obra inclosa a l'Inventari del Patrimoni Arquitectònic de Catalunya.

## Descripció
Portal dovellat, amb un escut amb la data de construcció i el nom de la casa a la dovella central. Moltes de les cases importants de Tona, tant al nucli urbà com a les masies tenen aquest escut gravat en pedra.

## Història
El segle xvi fou un segle de revifament econòmic. A partir de 1530 els primers artesans i botiguers es van començar a instal·lar a la zona que constituiria el nucli originari de Tona, en la confluència dels camins que portaven a Barcelona, Vic i Manresa. Can Baulena és una d'aquestes cases que, primer d'una manera dispersa, originaren el traçat urbanístic de Tona. Més tard, als segles XVII i XVIII s'anaren construint altres cases que anaren unint i definint els principals carrers de Tona.